# Julius Malema
Julius Malema   (Seshego, 3 de març de 1981) (situat a l'actual Limpopo) és un polític sud-africà. Membre pioner del Congrés Nacional Africà (ANC) el 1990, va esdevenir president de la lliga juvenil del Congrés Nacional Africà (ANCYL) el 2008. Conegut per les seves paraules i els seus discursos que demanaven violència contra els sud-africans blancs, va acabar a l’ANC del qual va ser exclòs el 2012. El 2013 va fundar el seu propi partit polític.

## Orígens
Fill d’una mare soltera pedi, criada domèstica que viu al Township de Seshego al nord-oest de Polokwane, Julius Sello Malema, nascut el 3 de març de 1981, es va unir als Masupatsela a nou anys, el moviment pioner del Congrés Nacional Africà. Segons Malema, la seva principal activitat era llavors retirar els cartells electorals del Partit Nacional.

## Carrera política
A catorze anys, Julius Malema va ingressar a la Lliga Juvenil del Congrés Nacional Africà (ANCYL) i va rebre entrenament militar. Al mateix temps, els seus resultats escolars eren molt dolents i esdevindran motiu de controvèrsia uns anys més tard.
El 1995, Malema va ser elegit cap de la branca regional de la lliga a Seshego i president regional. El 1997 va esdevenir president provincial del Congress of South African Students (COSAS) abans d’esdevenir, el 2001, el seu president nacional.
President d'ANCYL des d'abril de 2008, com ho havia estat abans Nelson Mandela, va destacar ràpidament durant la guerra de successió al capdavant de l'ANC lliurada entre Thabo Mbeki, el president de la República i cap de l'ANC i el seu oponent, Jacob Zuma, antic vicepresident. Julius Malema, amb el suport incondicional de Jacob Zuma, afirma estar "a punt per prendre les armes i matar per Zuma" mentre els seus partidaris tractaven a Thabo Mbeki de "gos que havia de ser assassinat". Defensant Zuma quan aquest va ser acusat de violació, Malema va afirmar notablement que la víctima s'ho havia passat bé, la qual cosa li va valer l'ordre de presentar una disculpa pública i de pagar 50.000 rands (uns 5.000 euros) a un centre per a dones maltractades.
Multiplica les provocacions, sense respectar ni la llei ni els seus ancians (Desmond Tutu a qui envia a la jubilació), ni els seus adversaris polítics. Malema també multiplica les afirmacions amb connotacions racistes. Així, qualifica Helen Zille, líder de l'oposició liberal, de "racista" i de tenir un "cap d'espia de l'apartheid" i els líders del Congrés Popular (Cope) per ser "traïdors" a sou dels Imperialistes.
Després de ser implicat indirectament en l'assassinat d’Eugène Terre'Blanche l'abril de 2010 per haver cantat repetidament la cançó antiapartheid i antibòer Dubula ibhunu, i per elogiar a Zimbàbue la política de reformes agràries del president Robert Mugabe, que comparteix la retòrica del complot neocolonialista. Durant una roda de premsa, considera que la política agrària duta a terme a Zimbàbue és "valenta, correcta i reeixida" i critica els líders del Moviment pel canvi democràtic, el partit d'oposició de Zimbàbue, en particular pel fet que diversos d'ells treballin a Sandton, el districte comercial més exclusiu de Johannesburg. Quan Jonah Fisher, un periodista blanc de la BBC, li va assenyalar que tenia la seva residència a Sandton, Julius Malema va atacar el periodista, qualificant-lo de "bastard" amb "tendència blanca...] a atacar els negres" abans d'expulsar-lo amb insults com ara "Bastard, fora, fotut agent".
Després d'aquests darrers esdeveniments i considerant que les declaracions inflamatòries de Malema contribueixen al manteniment de les tensions racials al país, Jacob Zuma renega del seu jove protegit declarant que Ancyl havia adoptat. Prenent nota del discurs de Zuma, Julius Malema va dir llavors que estava sorprès pels comentaris públics del president envers ell, dient que Thabo Mbeki mai l'havia tractat d'aquesta manera en públic.

### El cas de la cançóshoot the Boers
El 2009, Malema va reactivar Dubula ibhunu, una cançó tradicional de l'època en què l'ANC lluitava contra l'apartheid i que demanava "matar els bòers perquè són violadors" ,. Quan es parla de bòers a Sud-àfrica es refereix als agricultors afrikaners blancs. La reactivació d’aquesta cançó, més coneguda com la cançó shoot the boers, arriba en un context en què, segons Agri SA, el sindicat més gran de pagesos, es maten dos agricultors cada setmana a Sud-àfrica, un país on cada dia 50 persones són assassinades i que suma 11.785 atacs i 4.044 morts d'agricultors des del 1991. Segons els partidaris de Malema, entre els quals pot comptar amb el suport de Winnie Mandela, aquesta cançó és inofensiva, pertany a la història del país i no apunta a ningú en particular (perquè els boers no són persones segons ells) posats a part el sistema de l'apartheid Percebuda com una cançó racista i que demana odi i assassinat, la cançó Dubula ibhunu va ser declarada inconstitucional per la justícia sud-africana el març de 2010 sense que Malema accepti el judici L'ANC va anunciar llavors que apel·laria contra aquesta sentència.
Processat en un tribunal de Johannesburg per organitzacions civils afrikaner com AfriForum i el Transvaal Farmers Union (TAU), Julius Malema és declarat culpable d’incitar a l’odi per haver utilitzat en les seves reunions aquesta cançó de la lluita contra l’apartheid i se li ordena pagar una part de les despeses judicials. A continuació, acusa el Tribunal de " racisme" cap a ell. El 19 de setembre de 2011 el Congrés Nacional Africà anuncia que apel·la contra aquesta sentència que prohibeix la cançó en disputa.

### Procediment disciplinari dins de l’ANC
El 20 d'abrul de 2010, el secretari general de l'ANC, Thandi Modise, anuncia que Malema serà objecte d'un procediment disciplinari. En el pitjor dels casos, s'arrisca a l'exclusió del partit, però és poc probable que es pronunciï aquesta sanció. El maig de 2010, la comissió disciplinària de l'ANC condemna Malema a pagar una multa i demanar disculpes per haver donat suport notablement a la política de Robert Mugabe a Zimbabwe, que soscava els esforços de mediació política de Jacob Zuma.
Malema, no obstant això, continua fent declaracions controvertides i difamadores racialment, afirmant que els blancs ens han robat les nostres terres, que són criminals i cal tractar-los com a tals, qüestionant la política de Jacob Zuma i l'autoritat d'aquest en el partit. Així, després d’haver defensat la política d’expropiació de les terres dels blancs de Zimbabwe, va proposar nacionalitzar les mines sud-africanes i expropiar sense compensació els agricultors sud-africans blancs. Declara que és necessari tombar el règim Imperialista de Botswana, atribuint al president Ian Khama el qualificatiu de marioneta de l'oest per acollir Africom, el comandament militar dels EUA operatiu a Àfrica i per afirmar que Julius Malema era un noi indisciplinat. Contestant la intervenció de l'OTAN a Líbia, qualifica els nord-americans d'impérialistes assedegats de sang. Tot seguit, aquestes declaracions tenen lloc en un conjunt de discursos dels líders de la Lliga Juvenil de l’ANC que qüestionen l’autoritat de la direcció de l’ANC i del govern sud-africà o que formen part del grup de periodistes pertanyents a minories visibles blanques i índies. Segons un periodista sud-africà, Malema posseeix un fons familiar, el Ratanang Family Trust, registrat a nom del seu fill de cinc anys, i finançat amb fons secrets de comissions il·legals de contractes públics adjudicats per la província de Limpopo.
Va comparèixer davant la comissió disciplinària de l'ANC per insubordinació a l'agost i setembre de 2011, especialment per perjudicar la reputació de l'ANC I per haver sembrat la divisió, corre el risc de ser suspès o fins i tot exclòs del partit. Durant la seva audiència davant la comissió disciplinària, els seus partidaris van atacar la policia, van ferir periodistes i van cremar una bandera de l'ANC, samarretes i retrats que portaven l'efígie del president Jacob Zuma. El 2 de setembre de 2011, la comissió rebutja tots els arguments de Julius Malema per obtenir la retirada dels càrrecs contra ell.
El 10 de setembre, en el 67 aniversari de la Lliga Juvenil de l'ANC, Julius Malema torna a atacar la minoria blanca prometent "la guerra", "marxar a la borsa de Johannesburg" i tracta els agricultors blancs de "criminals" que han robat la terra [la de la població negra de Sud-àfrica].
El 10 de novembre de 2011, el comitè disciplinari del partit pren la seva decisió i suspèn Julius Malema per cinc anys per haver sembrat divisió dins de l'ANC, haver desafiat els seus líders nacionals i haver danyat la imatge del partit. No obstant això, la Comissió no manté contra ell l'acusació d'incitar a l'odi racial. Va ser exclòs del moviment juvenil de l'ANC el 29 de febrer de 2012. D'altra banda, la comissió no el va trobar culpable de "racisme i intolerància política", malgrat les seves reiterades afirmacions racistes antiblanques.
A inicis de març de 2018, diu que vol enderrocar l'alcalde de Port Elizabeth perquè és "un home blanc". "Tallem els caps de blancor", estima.

### Enriquiment personal
Julius Malema ha estat acusat d’enriquiment personal i implicat en un cas de malversació de milions de fons públics; va ser objecte d'una investigació policial, però nega aquestes acusacions.

### Lluitadors per la llibertat econòmica
Després de la seva exclusió de l'ANC el 2012, va fundar un nou partit que es deia anticapitalista i panafricanista, els Lluitadors per la Llibertat Econòmica, basat en l'expropiació de terres i la nacionalització de mines sense compensació. A les eleccions generals sud-africanes del 2014, EFF obté el 6,4 % dels vots i es converteix en el tercer partit del país.
L'abril de 2016, en una entrevista amb Al Jazeera, Julius Malema va anunciar que no descartava recórrer a la violència per derrocar el govern, cosa que va portar l'ANC a presentar una denúncia contra ell per traïció. Aquestes declaracions se situen en un tens context polític marcat per les recurrents demandes de l'oposició per obtenir la renúncia o la confiscació del president Zuma; aquest últim ha estat condemnat pels tribunals per haver violat la Constitució en negar-se a reemborsar parcialment els diners utilitzats per a renovar la seva residència privada.